# Lac Onion
Pour les articles homonymes, voir Onion.
Le lac Onion (en anglais : Onion Lake) est un lac américain dans le comté de Tuolumne, en Californie. Il est situé à 3 179 mètres d'altitude au sein de la Yosemite Wilderness, dans le parc national de Yosemite.